# Sasaki Takatsuna
Sasaki Takatsuna (佐々木 高綱, , 1160 – 08 de dezembro de 1214) foi um comandante samurai nas Guerras Genpei, o grande conflito entre os clãs Minamoto e Taira no final do Período Heian da História do Japão .
Jovem guerreiro na época da Rebelião Heiji (1159-1160), sua família foi poupado da destruição alguns anos depois. Takatsuna cresceu com uma tia, em Kyoto, e se juntou às forças de Minamoto no Yoritomo, em 1180, quando Yoritomo pediu ajuda contra os Taira.
Takatsuna salvou a vida de Yoritomo na Batalha de Ishibashiyama (setembro de 1180), e auxiliou na eliminação dos Taira após o fim da batalha . Como resultado, ele foi recompensado com o cargo de shugo (governador) da província de Nagato  .
Outra história famosa ocorreu na Segunda Batalha de Uji (19 de fevereiro de 1184) quando  Minamoto no Yoshinaka destruíra a ponte de Uji para impedir que as tropas de  Minamoto no Yoshitsune e Minamoto no Noriyori os seguissem, mas  Kajiwara Kagetoki e Sasaki Takatsuna conseguiram atravessar o rio montados em seus cavalos, sendo seguido pelos demais. Atravessado o rio conseguiu facilmente derrotar Yoshinaka, e o perseguiu para longe da capital .
Em 1195, retirou-se para o Monte Koya para se tornar um sacerdote Shingon . Deixou para seu filho  o título, a terra, e todas as suas posses materiais. Morreu em 1214 em Matsumoto, Província de Shinano (atual Nagano). Maresuke Nogi foi um de seus descendentes.
| Precedido por Ninguém | 1º Shugo da Nagato 1187 - | Sucedido por Sasaki Shigetuna |